# Хојтвил (Охајо)
Хојтвил (енгл. Hoytville) град је у америчкој савезној држави Охајо.

## Демографија
По попису из 2010. године број становника је 303, што је 7 (2,4%) становника више него 2000. године.
| Група             | 2000.       | 2010.       |
| Белци             | 243 (82,1%) | 241 (79,5%) |
| Афроамериканци    | 0 (0,0%)    | 4 (1,3%)    |
| Азијати           | 4 (1,4%)    | 2 (0,7%)    |
| Хиспаноамериканци | 48 (16,2%)  | 48 (15,8%)  |
| Укупно            | 296         | 303         |